# Nathan Trott
Nathan Wallace Newman Trott (født 21. november 1998) er en professionel fodboldspiller, der spiller som målmand for den walisiske League 1-klub Cardiff City F.C. på en lejeaftale med danske superligaklub F.C. København. Han har tidligere spillet for West Ham og været udlejet til  AFC Wimbledon, AS Nancy og danske Vejle BK.
Trott er født i Bermuda og har repræsenteret ungdomslandshold i Bermuda og i England.

## Karriere

### Ungdomsspiller
Trott er født i Bermuda og blev opdaget af et talentprogram på øerne drevet af spanske Valencia. Han var oprindelig markspiller, men under et ophold ved Bermudas U/15-landshold spillede Trott pladsen som målmand, da den faste målmand blev skadet. På Bermuda skiftede Trott til North Village Rams. I januar 2016 fik Trott kontrakt med West Ham United, der i marts 2019 blev forlænget til en fireårig aftale.

### Udlån
Trott blev i juni 2019 udlånt til AFC Wimbledon. Efter endt lejeophold i AFC Wimbledon vendte han retur til West Ham, hvor han var reservemålmand. Han fik debut for West Ham, da han blev indskiftet i en pokalkamp mod Doncaster Rovers.
I juli 2021 blev han udlånt til franske AS Nancy for 2021-22 og i august 2022 blev han udlejet til Vejle BK, hvilken lejeaftale året efter blev forlænget med et år.

### F.C. København
I juni 2024 blev det offentliggjort, at Trott har skrevet kontrakt med F.C. København.
Trott begyndte efterårssæsonen i FCK som førstemålmand, men efter svingende præstationer, blev han ved slutningen af sæsonen sat af til fordel for Theo Sander. I vinterpausen 2024/25 lejede FCK en ny målmand, Diant Ramaj, der stod i forårssæsonen 2025. I sommerpausen skrev F.C. København kontrakt med en ny førstekeeper, Dominik Kotarski, og Trott var ikke en del af opstarten i sommerpausen 2025 og blev i begyndelsen af august 2025 udlejet til Cardiff City F.C. på en lejeaftale løbende indtil sommeren 2026 med en købsoption.
Trott havde i sommeren 2025 spillet i alt 30 kampe for FCK, heraf 17 superligakampe, 3 pokalkampe og 10 europæiske kampe.

## Landsholdskarriere
Trott har spillet for Englands U/20-landshold og var en del af truppen ved EM for U/19-landshold i 2017. Han blev udtaget til den engelske U/21-trup den 30. august 2019.